# 헨니 마이어
헨니 마이어 (1962년 2월 17일 ~ )는 네덜란드의 전 축구 선수이다.

## 통계
| 네덜란드 | 네덜란드 | 네덜란드 |
| 연도     | 출전     | 골       |
| -------- | -------- | -------- |
| 1987     | 1        | 0        |
| 합계     | 1        | 0        |